# Esto (Florida)
Esto es un pueblo ubicado en el condado de Holmes en el estado estadounidense de Florida. En el Censo de 2010 tenía una población de 364 habitantes y una densidad poblacional de 59,68 personas por km².

## Geografía
Esto se encuentra ubicado en las coordenadas 30°58′54″N 85°38′35″O / 30.98167, -85.64306. Según la Oficina del Censo de los Estados Unidos, Esto tiene una superficie total de 6.1 km², de la cual 5.62 km² corresponden a tierra firme y (7.9%) 0.48 km² es agua.

## Demografía
Según el censo de 2010, había 364 personas residiendo en Esto. La densidad de población era de 59,68 hab./km². De los 364 habitantes, Esto estaba compuesto por el 96.15% blancos, el 1.1% eran afroamericanos, el 0.55% eran amerindios, el 0.55% eran asiáticos, el 0% eran isleños del Pacífico, el 0.27% eran de otras razas y el 1.37% pertenecían a dos o más razas. Del total de la población el 2.75% eran hispanos o latinos de cualquier raza.